# Michele Shervashidze
Michele Shervashidze, detto anche Hamud Bey, nome completo Mikhail Georgevitch Shervashidze (Abcasia, 1806 – Voronež, aprile 1866), fu l'ultimo principe di Abcasia dal 1823 al 1864.

## Biografia
Michele di Abcasia iniziò la sua carriera come militare al servizio dell'esercito imperiale russo, quell'impero che aveva appena dichiarato il suo protettorato sull'Abcasia col manifesto dello zar Alessandro I del 1810. Qui egli riuscì a raggiungere il grado di Tenente Generale. Egli salì al trono della sua famiglia il 16 ottobre 1822 dopo l'avvelenamento di suo fratello Dmitry.
Durante la Guerra di Crimea del 1853-55, l'Abcasia venne invasa dall'Impero ottomano e Michele venne forzato a dichiarare la sua lealtà alla Turchia assumendo anche il nome di Hamud Bey. Questo fatto gli si ritorse contro quando nel 1864 i russi che vinsero la guerra lo accusarono di collaborazionismo coi turchi. Per questo fatto egli venne esiliato a Voronež, in Russia, atto che fece subito risultare la Russia poco popolare presso il popolo dell'Abcasia.
La deportazione del principe Michele e la sua morte poco tempo dopo, segnarono anche la fine dello splendore dell'Abcasia nonché della sua indipendenza per i successivi 140 anni. Nel giugno del 1864 il principato di Abcasia venne abolito e rimpiazzato con una provincia militare della Russia, quella di Sukhumi. Nel 1866, una rivolta popolare tentò di proclamare il figlio di Michele, Giorgio, al titolo di principe ma questo governo rivoluzionario ebbe breve vita e venne violentemente represso dall'esercito russo intervenuto a difendere la provincia.

## Matrimoni e figli
Il principe Michele sposò prima del 1845 la principessa Menika Maria Nikolaevna, vedova del principe Tsereteli o Tsulukidze, e unica figlia del principe Niko Giorgievitch Dadiani di Mingrelia, capo della polizia a Javari. Da questo matrimonio non nacquero eredi in quanto la sposa morì nel giro di un anno.
Nel 1846, Michele si risposò con la principessa Alexandra Giorgievna (1829 - 1898), figlia maggiore del capitano principe Giorgi Nikolaevitch Dadiani, di Mingrelia, e di sua moglie, la principessa Varvara, figlia del principe Dadeshkeliani di Svaneti. La moglie lo seguì in esilio e morì a Voronež nell'aprile 1866, dopo avergli dato sette figli:
- Nikolai (morto infante).
- Giorgi, principe di Abcasia.
- Mikhail Shirvashidze (m. 1899), ottenne nel 1834 il titolo di Sua Altezza Serenissima.
- Ana (m. c. 1836), sposò il principe Giorgi Levanovitch Gurieli, ebbe discendenza.
- Nino (m. 1867), sposò il principe Marshania di Tselebi (Shereem Bey).
- Tamara (1846-1860), sposò il principe Nikolai Elizbarovitch Dadiani (1829 - 22 gennaio 1879), ebbe discendenza.
- Varbvara (1859-San Pietroburgo, 3 giugno 1907), dama d'onore della Zarina di Russia, sposò il barone Alexander Felixovitch von Mayendorff (10 aprile 1869 - 20 febbraio 1964), vicepresidente della Duma e senatore russo.

## Ascendenza
|                                        |                         |                               | Genitori                      |  |  | Nonni |  |  | Bisnonni                        |  |  | Trisnonni                      |  |
|                                        |                         |                               |                               |  |  |       |  |  | Principe Mancha II Shervashidze |  |  | Principe Mancha I Shervashidze |  |
|                                        |                         |                               |                               |  |  |       |  |  | Principe Mancha II Shervashidze |  |  | Principe Mancha I Shervashidze |  |
|                                        |                         | …                             |                               |  |  |       |  |  | Principe Mancha II Shervashidze |  |  |                                |  |
| Principe Kelesh Ahmed Bey Shervashidze |                         |                               |                               |  |  |       |  |  | Principe Mancha II Shervashidze |  |  |                                |  |
|                                        |                         | …                             | …                             |  |  |       |  |  |                                 |  |  |                                |  |
|                                        |                         | …                             | …                             |  |  |       |  |  |                                 |  |  |                                |  |
|                                        |                         | …                             | …                             |  |  |       |  |  |                                 |  |  |                                |  |
| Principe Giorgio Shervashidze          |                         | …                             |                               |  |  |       |  |  |                                 |  |  |                                |  |
|                                        |                         | …                             | …                             |  |  |       |  |  |                                 |  |  |                                |  |
|                                        |                         | …                             | …                             |  |  |       |  |  |                                 |  |  |                                |  |
|                                        |                         | …                             | …                             |  |  |       |  |  |                                 |  |  |                                |  |
| …                                      |                         | …                             |                               |  |  |       |  |  |                                 |  |  |                                |  |
|                                        |                         | …                             | …                             |  |  |       |  |  |                                 |  |  |                                |  |
|                                        |                         | …                             | …                             |  |  |       |  |  |                                 |  |  |                                |  |
|                                        |                         | …                             | …                             |  |  |       |  |  |                                 |  |  |                                |  |
| Principe Michele Shervashidze          |                         | …                             |                               |  |  |       |  |  |                                 |  |  |                                |  |
|                                        | Principe Otia I Dadiani | Principe Bejan I Dadiani      |                               |  |  |       |  |  |                                 |  |  |                                |  |
|                                        | Principe Otia I Dadiani | Principe Bejan I Dadiani      |                               |  |  |       |  |  |                                 |  |  |                                |  |
|                                        | Principe Otia I Dadiani | Principessa Tamara Gelovani   |                               |  |  |       |  |  |                                 |  |  |                                |  |
| Principe Katsia II Dadiani             | Principe Otia I Dadiani |                               |                               |  |  |       |  |  |                                 |  |  |                                |  |
|                                        |                         | Principessa Gulkhana Chkeidze | Principe Koshita III Chkeidze |  |  |       |  |  |                                 |  |  |                                |  |
|                                        |                         | Principessa Gulkhana Chkeidze | Principe Koshita III Chkeidze |  |  |       |  |  |                                 |  |  |                                |  |
|                                        |                         | Principessa Gulkhana Chkeidze | Principessa Mariam Bagration  |  |  |       |  |  |                                 |  |  |                                |  |
| Principessa Tamara Dadiani             |                         | Principessa Gulkhana Chkeidze |                               |  |  |       |  |  |                                 |  |  |                                |  |
|                                        |                         | Principe Paata Tsulukidze     | Principe N. Tsulukidze        |  |  |       |  |  |                                 |  |  |                                |  |
|                                        |                         | Principe Paata Tsulukidze     | Principe N. Tsulukidze        |  |  |       |  |  |                                 |  |  |                                |  |
|                                        |                         | Principe Paata Tsulukidze     | …                             |  |  |       |  |  |                                 |  |  |                                |  |
| Principessa Anna Tsulukidze            |                         | Principe Paata Tsulukidze     |                               |  |  |       |  |  |                                 |  |  |                                |  |
|                                        |                         | …                             | …                             |  |  |       |  |  |                                 |  |  |                                |  |
|                                        |                         | …                             | …                             |  |  |       |  |  |                                 |  |  |                                |  |
|                                        |                         | …                             | …                             |  |  |       |  |  |                                 |  |  |                                |  |
|                                        |                         | …                             |                               |  |  |       |  |  |                                 |  |  |                                |  |